# Pierre de Lancre

Escudo de la familia de Lancre.

Pierre de Rosteguy de Lancre (Burdeos, 1553 -  1631) fue un jurista y alto funcionario francés, miembro del Conseil d'État en la corte de Enrique IV y responsable de la instrucción de los llamados procesos de brujería de Labort de 1609 emprendidos por mandato real en dicho territorio en aquel año por motivos "morales y religiosos", que resultaron en represión en contra de la población local, tortura y en el genocidio de cientos de personas. 
Es autor de varias obras sobre supersticiones en las que condena las costumbres de la sociedad vasca de la época.

## Biografía
Tras haber estudiado teología y derecho en Francia, Bohemia y Turín, fue nombrado consejero en el Parlamento de Burdeos en 1582. En 1588, contrajo matrimonio con una sobrina-nieta de Montaigne. 
En 1609, De Lancre fue enviado a la villa de San Juan de Luz, en el vizcondado de Labort, para dirigir por orden del rey una comisión que debería “purgar el país de todos los brujos y brujas bajo el imperio del demonio”. La familia de De Lancre era originaria del Labort, territorio donde parte de la nobleza mantenía un enfrentamiento interno. 
La comisión de De Lancre, aprovechando la ausencia de una parte de la población masculina empleada en las labores de pesca, investigó los supuestos casos de adulterio y libertinaje de las esposas de los marinos, las actividades de curanderos y de especialistas en cartomancia, pero también la de las minorías de judíos y moriscos refugiadas en Aquitania tras su expulsión de España por el Decreto de Expulsión de Felipe III.  
Desde el tribunal instalado en el castillo de Saint-Pée-sur-Nivelle, Pierre de Lancre ordenó la ejecución tras tortura de cerca de 200 personas acusadas de brujería, principalmente mujeres pero también niños e incluso sacerdotes. El regreso de las tripulaciones de marineros de su campaña en Terranova resultó en un primer motín e hizo temer a las autoridades de Burdeos por una posible rebelión a gran escala, por lo que se vieron obligados a retirar a De Lancre de sus funciones.
Pierre de Lancre destacó por su intransigencia religiosa y misoginia criticando en sus obras con dureza las costumbres de las gentes del Labort y su cultura, como las relacionadas con el baño que describía como “...esa mezcla de chicas mayores y jóvenes pescadores que se divisan en la costa vestidos de lacayos pero desnudos por debajo, entrelazándose con el oleaje...”. A pesar de los acontecimientos, en 1612, fue nombrado miembro del Consejo de Estado y consejero del rey.

## Obras
- Tableau de l'inconstance et instabilité de toutes choses (1607)
- Tableau de l'inconstance des mauvais anges et démons (1612)
- Incrédulité et mescréance du sortilège plainement convaincue (1622)
- Du sortilège (1627)